# Eredivisie 2009/10
Die Eredivisie 2009/10 war die 54. Spielzeit der höchsten niederländischen Fußballliga. Sie begann am 31. Juli 2009 mit dem Spiel SC Heerenveen – Roda JC Kerkrade und endete am 2. Mai 2010.
Meister wurde zum ersten Mal der FC Twente Enschede. Absteigen musste der RKC Waalwijk als abgeschlagener Tabellenletzter. In die Relegation müssten Sparta Rotterdam und Willem II Tilburg. Sparta Rotterdam scheiterte in der Relegation und musste in die Eerste Divisie absteigen. Excelsior Rotterdam und Willem II Tilburg setzten sich durch und spielen so in der Eredivisie 2010/11.

## Modus
Die 18 Mannschaften spielten an insgesamt 34 Spieltagen aufgeteilt in einer Hin- und einer Rückrunde jeweils zwei Mal gegeneinander. Der Meister nahm an der Gruppenphase, der Zweite an der 3. Qualifikationsrunde der UEFA Champions League teil. Der Dritte und Vierte sowie Feyenoord Rotterdam als unterlegener Pokalfinalist qualifizierten sich für die Europa League. Der vierte Teilnehmer wurde in Play-offs zwischen den Teams auf den Plätzen 6 bis 9 ermittelt.
Der Tabellenletzte stieg direkt ab. Die Teams auf den Plätzen 16 und 17 spielten in insgesamt 16 Relegationsspielen gegen die Mannschaften auf Platz 2 bis 8 und 12 der Ersten Division um den Aufstieg in die Eredivisie. Nach Hin- und Rückspiel galt die Auswärtstorregel.

## Teilnehmer und ihre Spielstätten
| Verein              | Stadion                    | Kapazität |
| ------------------- | -------------------------- | --------- |
| Ajax Amsterdam      | Amsterdam Arena            | 55.500    |
| Feyenoord Rotterdam | De Kuip                    | 51.177    |
| PSV Eindhoven       | Philips Stadion            | 35.000    |
| Vitesse Arnheim     | GelreDome                  | 29.600    |
| SC Heerenveen       | Abe-Lenstra-Stadion        | 26.800    |
| FC Utrecht          | Stadion Galgenwaard        | 24.500    |
| FC Groningen        | Euroborg                   | 20.000    |
| Roda JC Kerkrade    | Parkstad Limburg Stadion   | 20.000    |
| AZ Alkmaar          | AZ Stadion                 | 17.023    |
| NAC Breda           | Rat-Verlegh-Stadion        | 17.000    |
| ADO Den Haag        | Cars Jeans Stadion         | 15.000    |
| Willem II Tilburg   | König-Wilhelm-II.-Stadion  | 14.700    |
| Twente Enschede     | De Grolsch Veste           | 24.000    |
| NEC Nijmegen        | McDOS Goffertstadion       | 12.600    |
| Sparta Rotterdam    | Sparta Stadion Het Kasteel | 11.000    |
| Heracles Almelo     | Polman Stadion             | 08.800    |
| VVV-Venlo           | De Koel                    | 08.000    |
| RKC Waalwijk        | Mandemakers Stadion        | 07.500    |

## Abschlusstabelle
| Pl. | Verein              | Sp. | S  | U  | N  | Tore    | Diff. | Punkte |
| --- | ------------------- | --- | -- | -- | -- | ------- | ----- | ------ |
| 1.  | FC Twente Enschede  | 34  | 27 | 5  | 2  | 063:230 | +40   | 86     |
| 2.  | Ajax Amsterdam      | 34  | 27 | 4  | 3  | 106:200 | +86   | 85     |
| 3.  | PSV Eindhoven       | 34  | 23 | 9  | 2  | 072:290 | +43   | 78     |
| 4.  | Feyenoord Rotterdam | 34  | 17 | 12 | 5  | 054:310 | +23   | 63     |
| 5.  | AZ Alkmaar (M)      | 34  | 19 | 5  | 10 | 064:340 | +30   | 62     |
| 6.  | Heracles Almelo     | 34  | 17 | 5  | 12 | 054:490 | +5    | 56     |
| 7.  | FC Utrecht          | 34  | 14 | 11 | 9  | 039:330 | +6    | 53     |
| 8.  | FC Groningen        | 34  | 14 | 7  | 13 | 048:470 | +1    | 49     |
| 9.  | Roda JC Kerkrade    | 34  | 14 | 5  | 15 | 056:600 | −4    | 47     |
| 10. | NAC Breda           | 34  | 12 | 10 | 12 | 042:490 | −7    | 46     |
| 11. | SC Heerenveen (P)   | 34  | 11 | 4  | 19 | 044:640 | −20   | 37     |
| 12. | VVV-Venlo (N)       | 34  | 8  | 11 | 15 | 043:570 | −14   | 35     |
| 13. | NEC Nijmegen        | 34  | 8  | 9  | 17 | 035:590 | −24   | 33     |
| 14. | Vitesse Arnheim     | 34  | 8  | 8  | 18 | 038:620 | −24   | 32     |
| 15. | ADO Den Haag        | 34  | 7  | 9  | 18 | 038:590 | −21   | 30     |
| 16. | Sparta Rotterdam    | 34  | 6  | 8  | 20 | 030:660 | −36   | 26     |
| 17. | Willem II Tilburg   | 34  | 7  | 2  | 25 | 036:700 | −34   | 23     |
| 18. | RKC Waalwijk (N)    | 34  | 5  | 0  | 29 | 030:800 | −50   | 15     |

Platzierungskriterien: 1. Punkte – 2. Tordifferenz – 3. geschossene Tore

| (M) | amtierender Meister     |
| (P) | amtierender Pokalsieger |
| (N) | Neuaufsteiger           |

## Kreuztabelle
Die Kreuztabelle stellt die Ergebnisse aller Spiele dieser Saison dar. Die Heimmannschaft ist in der linken Spalte, die Gastmannschaft in der oberen Zeile aufgelistet.
| 2009/10 | 2009/10             |     | AJX |     | Feyenoord Rotterdam | AZ Alkmaar | Heracles Almelo | FC Utrecht | FC Groningen | Roda JC Kerkrade | NAC Breda | SC Heerenveen | VVV-Venlo | NEC Nijmegen | Vitesse Arnheim | ADO | SPA | Willem II Tilburg | RKC Waalwijk |
| ------- | ------------------- | --- | --- | --- | ------------------- | ---------- | --------------- | ---------- | ------------ | ---------------- | --------- | ------------- | --------- | ------------ | --------------- | --- | --- | ----------------- | ------------ |
| 01.     | FC Twente Enschede  |     | 1:0 | 1:1 | 2:0                 | 3:2        | 2:0             | 3:2        | 4:0          | 2:0              | 3:1       | 2:0           | 2:1       | 2:1          | 1:0             | 3:1 | 3:0 | 1:0               | 2:1          |
| 02.     | Ajax Amsterdam      | 3:0 |     | 4:1 | 5:1                 | 1:0        | 4:0             | 4:0        | 3:0          | 4:0              | 6:0       | 5:1           | 7:0       | 3:0          | 4:0             | 3:0 | 0:0 | 4:0               | 4:1          |
| 03.     | PSV Eindhoven       | 1:1 | 4:3 |     | 0:0                 | 1:0        | 4:0             | 2:1        | 3:1          | 3:0              | 3:1       | 1:0           | 3:3       | 3:0          | 1:0             | 2:0 | 1:1 | 3:1               | 5:1          |
| 04.     | Feyenoord Rotterdam | 1:1 | 1:1 | 1:3 |                     | 1:2        | 1:1             | 0:0        | 3:1          | 4:0              | 0:0       | 6:2           | 1:0       | 2:0          | 1:0             | 2:2 | 3:0 | 1:0               | 3:0          |
| 05.     | AZ Alkmaar          | 1:0 | 2:4 | 1:1 | 1:1                 |            | 3:2             | 2:0        | 0:1          | 2:0              | 1:0       | 4:1           | 2:0       | 0:1          | 1:2             | 3:0 | 2:0 | 2:1               | 6:2          |
| 06.     | Heracles Almelo     | 1:3 | 0:3 | 0:1 | 0:1                 | 3:2        |                 | 3:1        | 4:3          | 3:2              | 3:0       | 3:1           | 1:0       | 2:0          | 1:2             | 4:2 | 1:1 | 3:2               | 4:1          |
| 07.     | FC Utrecht          | 0:0 | 2:0 | 0:0 | 0:0                 | 1:0        | 0:0             |            | 1:1          | 2:1              | 3:1       | 2:3           | 2:2       | 1:0          | 2:2             | 0:2 | 2:0 | 1:0               | 2:0          |
| 08.     | FC Groningen        | 0:0 | 0:2 | 0:2 | 2:3                 | 0:1        | 4:1             | 0:0        |              | 1:0              | 1:2       | 2:0           | 1:0       | 2:2          | 1:0             | 2:0 | 3:1 | 4:0               | 2:1          |
| 09.     | Roda JC Kerkrade    | 1:2 | 2:2 | 0:1 | 2:4                 | 2:4        | 2:1             | 2:0        | 2:1          |                  | 2:0       | 4:2           | 4:2       | 1:0          | 3:4             | 1:1 | 2:1 | 3:2               | 5:1          |
| 10.     | NAC Breda           | 0:2 | 1:1 | 2:1 | 0:2                 | 1:1        | 0:0             | 0:2        | 0:3          | 1:0              |           | 2:0           | 2:0       | 3:3          | 4:0             | 3:0 | 2:2 | 4:0               | 1:0          |
| 11.     | SC Heerenveen       | 0:2 | 0:2 | 2:2 | 0:2                 | 0:2        | 1:2             | 2:0        | 0:1          | 0:0              | 0:0       |               | 1:1       | 4:1          | 1:0             | 3:0 | 4:1 | 4:2               | 3:1          |
| 12.     | VVV-Venlo           | 0:2 | 0:4 | 2:4 | 1:1                 | 3:3        | 1:0             | 0:1        | 2:2          | 1:1              | 1:1       | 3:1           |           | 2:0          | 2:0             | 2:2 | 5:0 | 2:1               | 3:0          |
| 13.     | NEC Nijmegen        | 3:4 | 1:4 | 0:4 | 0:0                 | 0:0        | 0:2             | 1:1        | 0:2          | 0:2              | 4:2       | 4:1           | 1:1       |              | 2:1             | 1:1 | 1:0 | 2:1               | 0:1          |
| 14.     | Vitesse Arnheim     | 1:2 | 1:5 | 0:0 | 0:0                 | 0:3        | 0:2             | 2:2        | 3:0          | 2:5              | 1:1       | 0:1           | 2:0       | 2:2          |                 | 1:3 | 2:0 | 2:1               | 3:1          |
| 15.     | ADO Den Haag        | 0:1 | 0:1 | 1:5 | 0:2                 | 2:1        | 1:4             | 0:1        | 1:1          | 1:2              | 1:2       | 2:1           | 0:0       | 2:3          | 1:1             |     | 2:3 | 3:0               | 4:0          |
| 16.     | Sparta Rotterdam    | 0:2 | 0:3 | 2:3 | 2:1                 | 0:1        | 1:1             | 0:3        | 2:4          | 1:2              | 2:2       | 0:2           | 2:0       | 2:0          | 1:0             | 0:0 |     | 2:1               | 1:0          |
| 17.     | Willem II Tilburg   | 1:3 | 0:2 | 0:1 | 2:3                 | 0:3        | 0:1             | 0:3        | 2:1          | 1:3              | 1:2       | 4:1           | 2:1       | 1:1          | 3:1             | 1:1 | 3:1 |                   | 2:1          |
| 18.     | RKC Waalwijk        | 0:1 | 1:4 | 0:2 | 0:1                 | 0:6        | 0:1             | 0:1        | 3:1          | 4:1              | 0:1       | 1:2           | 1:2       | 0:1          | 4:1             | 0:2 | 4:1 | 0:1               |              |

## Qualifikationsspiele

### UEFA Europa League
1. Runde
|                  | Gesamt |                 | Hinspiel | Rückspiel |
| ---------------- | ------ | --------------- | -------- | --------- |
| Roda JC Kerkrade | 3:2    | Heracles Almelo | 1:1      | 2:1       |
| FC Groningen     | 1:5    | FC Utrecht      | 1:3      | 0:2       |

2. Runde
|                  | Gesamt |            | Hinspiel | Rückspiel |
| ---------------- | ------ | ---------- | -------- | --------- |
| Roda JC Kerkrade | 1:6    | FC Utrecht | 0:2      | 1:4       |

Damit spielte der FC Utrecht in der 2. Qualifikationsrunde zur UEFA Europa League 2010/11.

### Relegation
1. Runde
|               | Gesamt          |                 | Hinspiel | Rückspiel |
| ------------- | --------------- | --------------- | -------- | --------- |
| FC Eindhoven  | 4:2             | AGOVV Apeldoorn | 1:0      | 3:2       |
| Helmond Sport | 3:3 (5:4 i. E.) | FC Den Bosch    | 1:2      | 2:1 n. V. |

2. Runde
|                   | Gesamt |                     | Hinspiel | Rückspiel |
| ----------------- | ------ | ------------------- | -------- | --------- |
| Go Ahead Eagles   | 2:1    | SC Cambuur          | 2:0      | 0:1       |
| Willem II Tilburg | 3:2    | FC Eindhoven        | 2:1      | 1:1       |
| FC Zwolle         | 3:5    | Excelsior Rotterdam | 0:1      | 3:4       |
| Sparta Rotterdam  | 3:2    | Helmond Sport       | 1:2      | 2:0       |

3. Runde
|                     | Gesamt    |                   | Hinspiel | Rückspiel |
| ------------------- | --------- | ----------------- | -------- | --------- |
| Go Ahead Eagles     | 1:3       | Willem II Tilburg | 1:0      | 0:3 n. V. |
| Excelsior Rotterdam | (a)1:1(a) | Sparta Rotterdam  | 0:0      | 1:1       |

Damit spielten Excelsior Rotterdam und Willem II Tilburg in der Eredivisie 2010/11.

## Die Meistermannschaft des FC Twente Enschede
(In den Klammern hinter den Spielernamen werden die Anzahl der Einsätze und Tore der Meistersaison angegeben)
| 1. | FC Twente Enschede |
|    | - Tor: Sander Boschker (34/-); Cees Paauwe (1/-) - Abwehr: Peter Wisgerhof (33/1); Douglas (31/2); Dwight Tiendalli (26/1); Nicky Kuiper (16/2); Slobodan Rajković (10/-); David Carney (8/-) - Mittelfeld: Ron Stam (33/1); Miroslav Stoch (32/10); Wout Brama (31/1); Theo Janssen (28/1); Cheik Tioté (28/1); Dario Vujičević (16/-); Nashat Akram (10/-); Andrej Rendla (2/-) - Sturm: Bryan Ruiz (34/24); Blaise N'Kufo (32/12); Kenneth Perez (31/5); Bernard Parker (14/-); Luuk de Jong (12/2); Wellington (3/-); Nikita Rukavytsya (2/-); Romano Denneboom (1/-) - Trainer: Steve McClaren |

## Torschützenliste
Nur Tore in der regulären Saison werden berücksichtigt.

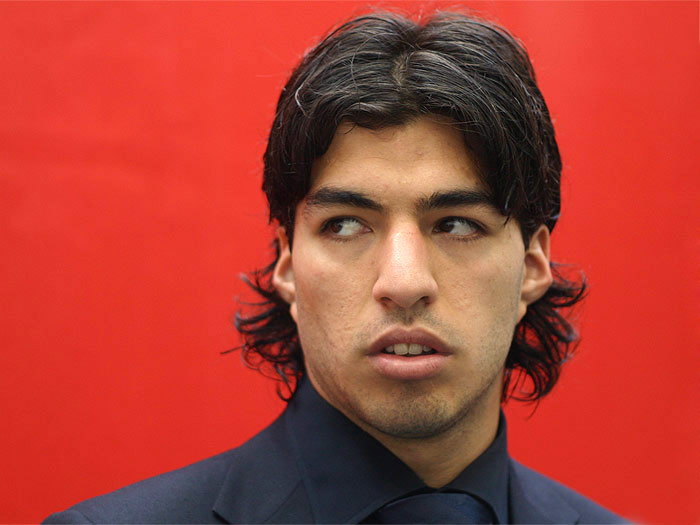
Luis Suárez Torschützenkönig der Saison 2009/10

| Pl. | Name               | Mannschaft         | Tore |
| --- | ------------------ | ------------------ | ---- |
| 1.  | Luis Suárez        | Ajax Amsterdam     | 35   |
| 2.  | Bryan Ruiz         | FC Twente Enschede | 24   |
| 3.  | Mads Junker        | Roda JC Kerkrade   | 21   |
| 4.  | Mounir El Hamdaoui | AZ Alkmaar         | 19   |
| 5.  | Marko Pantelić     | Ajax Amsterdam     | 16   |
| 6.  | Bas Dost           | Heracles Almelo    | 14   |
| 6.  | Balázs Dzsudzsák   | PSV Eindhoven      | 14   |
| 6.  | Everton            | Heracles Almelo    | 14   |
| 9.  | Ola Toivonen       | PSV Eindhoven      | 13   |
| 9.  | Tim Matavž         | FC Groningen       | 13   |
| 11. | Jeremain Lens      | AZ Alkmaar         | 12   |
| 11. | Blaise Nkufo       | FC Twente Enschede | 12   |